# Leandra hybophylla
Leandra hybophylla är en tvåhjärtbladig växtart som först beskrevs av Ignatz Urban, och fick sitt nu gällande namn av Brother Alain. Leandra hybophylla ingår i släktet Leandra och familjen Melastomataceae. Inga underarter finns listade i Catalogue of Life.